# Adolf Fervers
Adolf Fervers (né le 21 mai 1862 à Kempen et mort le 18 mai 1931 à Leichlingen) est avocat, fonctionnaire et député du Reichstag.

## Biographie
Fervers étudie à l'école primaire et au lycée de Kempen et étudie le droit dans les universités de Wurtzburg et de Bonn. En 1885, il devient avocat stagiaire, en 1889 assesseur et de 1889 à 1891, il est professeur de droit pénal à l'Université de Fribourg. Jusqu'en 1893, il est employé provisoirement aux tribunaux régionaux d'Aix-la-Chapelle, Cologne, Bonn et en 1893 il est devient juge régional à Elberfeld. En 1895, il est transféré à la gestion des impôts indirects, où il devient conseiller en 1898. Il est ensuite conseiller secret, chef du bureau des timbres et des droits de succession à Düsseldorf et membre de la direction des douanes de Cologne. Il reçoit l'Ordre de l'Aigle rouge de 4e classe.
De 1904 à 1908, il est membre de la Chambre des représentants de Prusse pour la circonscription de Düsseldorf (Ville et Campagne) et de 1907 à 1918, il est député du Reichstag pour la 1re circonscription d'Aix-la-Chapelle (Schleiden (de), Malmedy, Montjoie (de)) pour le Zentrum.